# Karel Geraerts
Karel Geraerts (Genk, 5 januari 1982) is een Belgisch voormalig voetballer en huidig voetbaltrainer die als speler laatst uitkwam voor Sporting Charleroi. Voordien speelde hij voor Club Brugge, Standard Luik, Sporting Lokeren en Oud-Heverlee Leuven. In het seizoen 2022/23 was Geraerts actief als hoofdcoach bij de Belgische eersteklasser Union Sint-Gillis, waar hij voordien al actief was als assistent-trainer. In oktober 2023 werd hij trainer van FC Schalke 04 waar hij eind september 2024 ontslagen werd na een slechte seizoensstart.
In maart 2023 haalde hij zijn UEFA Pro License-trainersdiploma.
Geraerts was een centrale middenvelder met een goed afstandsschot. Hij staat bekend om zijn inzet en doorzettingsvermogen. Van 2005 tot 2007 speelde hij ook 20 interlands voor de Rode Duivels.

## Clubcarrière

### Jeugd
Karel Geraerts groeide op in Opgrimbie en begon in 1989 met voetballen bij lokale club CS Mechelen . Op 14-jarige leeftijd maakte Geraerts de overstap naar de jeugd van Racing Genk, waar hij na twee seizoenen werd geplukt door Club Brugge. In 2000 belandde Geraerts net als de jongeren Stijn Stijnen, Hans Cornelis en Birger Maertens in de A-kern.

### Club Brugge
In de zomer van 2000 haalde blauw-zwart ook Timmy Simons naar Brugge. De verdedigende middenvelder groeide meteen uit tot een titularis en zorgde er zo voor dat Geraerts niet meteen zijn kans kreeg van trainer Trond Sollied. In het seizoen 2002/03 mocht de jonge Limburger enkele keren invallen, maar een grote doorbraak kwam er niet.

### Lokeren
In januari 2004 werd Geraerts voor 6 maanden uitgeleend aan Sporting Lokeren. Onder trainer Franky Van der Elst werd de blonde middenvelder een vaste waarde bij de Waaslanders. In de memorabele uitwedstrijd tegen KVC Westerlo scoorde Geraerts zijn eerste goal op het hoogste niveau. De partij eindigde op 7-3.

### Standard
Na afloop van het seizoen nam Standard Luik de toen 22-jarige middenvelder over van Club Brugge. Geraerts kwam in Luik terecht in een sterk elftal met spelers als Sérgio Conceição, Vedran Runje, Mohammed Tchité, Oguchi Onyewu en Ivica Dragutinović. De Rouches deden in het seizoen 2005/06 lange tijd mee om de titel, maar zagen uiteindelijk concurrent RSC Anderlecht kampioen worden. Een jaar later kreeg Geraerts er met Steven Defour, Axel Witsel en Marouane Fellaini enkele concurrenten bij. Toch kreeg hij vaak de voorkeur van trainer Michel Preud'homme. In 28 competitiewedstrijden wist hij 8 keer te scoren.

### Club Brugge (II)
Na afloop van het seizoen 2006/07 weigerde Geraerts een contractverlenging bij Standard. De Limburger keerde terug naar Club Brugge en mocht er ditmaal wel zijn kans grijpen. Op sportief vlak kende Geraerts weinig succes. Zowel trainer Jacky Mathijssen als diens opvolger Adrie Koster konden geen prijs veroveren met blauw-zwart.
In mei 2010 nam Club Brugge het op tegen AA Gent. Voor de wedstrijd deed Geraerts enkele straffe uitspraken. Zo stelde hij dat Club en niet Gent recht had op de tweede plaats. Toen blauw-zwart vervolgens met 6-2 verloor van de Buffalo's, noemde Ivan De Witte, voorzitter van Gent, de blonde middenvelder "een dikke nul". Doelman Stijn Stijnen zag dit gebeuren en pakte De Witte stevig vast.
In het seizoen 2010/11 bleef Geraerts een sterkhouder op het Brugse middenveld, maar toch liet het bestuur hem weten dat hij in de zomer van 2011 mocht vertrekken. Geraerts mocht uitkijken naar een nieuwe club en werd gelinkt aan enkele Turkse clubs.

### OHL
Op 31 augustus 2011, de laatste dag van de transferperiode, tekende Geraerts een contract bij promovendus Oud-Heverlee Leuven. In enkele weken tijd groeide hij ook bij de Leuvense club uit tot een titularis.
Op 2 juni 2014 werd bekend dat Geraerts OHL als een transfervrije speler mag verlaten. Hij was aan het eind van zijn driejarige contract gekomen.

### Charleroi
Eind augustus 2014 gaf Charleroi de contractloze Geraerts een contract voor 1 jaar. De Ex-Rode Duivel werd bij Charleroi onder trainer Felici Mazzu een belangrijke pion op het middenveld. Zo behaalde hij met Charleroi een ticket voor Play-Off 1. Aan het einde van het seizoen werd zijn contract dan ook verlengd voor 1 jaar, met optie op nog een bijkomend jaar.
Tijdens het seizoen '14-'15 kwam Geraerts in opspraak voor het gebruik van doping door middel van het gebruik van ozontherapie. Geraerts werd onschuldig bevonden en kreeg dus ook geen schorsing.
Sinds de zomer van 2016 zat Karel Geraerts zonder club.
Op 4 januari 2017 maakte Geraerts op Twitter bekend dat hij stopte met voetballen.

## Clubstatistieken
| Seizoen         | Club                          | Land            | Competitie      | Competitie | Competitie | Play-off I | Play-off I | Play-off II | Play-off II | Play-off III / Eindr. | Play-off III / Eindr. | Beker | Beker | Supercup | Supercup | Europees | Europees | Totaal | Totaal |
| Seizoen         | Club                          | Land            | Competitie      | Wed.       | Dlp.       | Wed.       | Dlp.       | Wed.        | Dlp.        | Wed.                  | Dlp.                  | Wed.  | Dlp.  | Wed.     | Dlp.     | Wed.     | Dlp.     | Wed.   | Dlp.   |
| --------------- | ----------------------------- | --------------- | --------------- | ---------- | ---------- | ---------- | ---------- | ----------- | ----------- | --------------------- | --------------------- | ----- | ----- | -------- | -------- | -------- | -------- | ------ | ------ |
| 2000-2001       | Club Brugge KV                | Vlag van België | Eerste Klasse   | 1          | 0          | nvt        | nvt        | nvt         | nvt         | nvt                   | nvt                   | 0     | 0     | --       | --       | 0        | 0        | 1      | 0      |
| 2001-2002       | Club Brugge KV                | Vlag van België | Eerste Klasse   | 0          | 0          | nvt        | nvt        | nvt         | nvt         | nvt                   | nvt                   | 0     | 0     | --       | --       | 0        | 0        | 0      | 0      |
| 2002-2003       | Club Brugge KV                | Vlag van België | Eerste Klasse   | 8          | 0          | nvt        | nvt        | nvt         | nvt         | nvt                   | nvt                   | 2     | 2     | 1        | 0        | 1        | 0        | 12     | 2      |
| 2003-2004       | Club Brugge KV                | Vlag van België | Eerste Klasse   | 0          | 0          | nvt        | nvt        | nvt         | nvt         | nvt                   | nvt                   | 1     | 0     | 0        | 0        | 0        | 0        | 1      | 0      |
| 2003-2004       | KSC Lokeren Oost-Vlaanderen   | Vlag van België | Eerste Klasse   | 16         | 1          | nvt        | nvt        | nvt         | nvt         | nvt                   | nvt                   | 0     | 0     | --       | --       | --       | --       | 16     | 1      |
| 2004-2005       | Standard Luik                 | Vlag van België | Eerste Klasse   | 32         | 6          | nvt        | nvt        | nvt         | nvt         | 1                     | 0                     | 2     | 1     | --       | --       | 6        | 1        | 41     | 8      |
| 2005-2006       | Standard Luik                 | Vlag van België | Eerste Klasse   | 33         | 2          | nvt        | nvt        | nvt         | nvt         | --                    | --                    | 6     | 0     | --       | --       | --       | --       | 39     | 2      |
| 2006-2007       | Standard Luik                 | Vlag van België | Eerste Klasse   | 28         | 8          | nvt        | nvt        | nvt         | nvt         | --                    | --                    | 2     | 0     | --       | --       | 4        | 0        | 34     | 8      |
| 2007-2008       | Club Brugge KV                | Vlag van België | Eerste Klasse   | 31         | 4          | nvt        | nvt        | nvt         | nvt         | nvt                   | nvt                   | 1     | 0     | 1        | 0        | 2        | 0        | 35     | 4      |
| 2008-2009       | Club Brugge KV                | Vlag van België | Eerste Klasse   | 24         | 1          | nvt        | nvt        | nvt         | nvt         | --                    | --                    | 1     | 0     | --       | --       | 6        | 0        | 31     | 1      |
| 2009-2010       | Club Brugge KV                | Vlag van België | Eerste Klasse   | 28         | 5          | 5          | 0          | --          | --          | --                    | --                    | 4     | 1     | --       | --       | 12       | 1        | 49     | 7      |
| 2010-2011       | Club Brugge KV                | Vlag van België | Eerste Klasse   | 24         | 3          | 6          | 1          | --          | --          | --                    | --                    | 0     | 0     | --       | --       | 6        | 0        | 36     | 4      |
| 2011-2012       | Oud-Heverlee Leuven           | Vlag van België | Eerste Klasse   | 23         | 3          | --         | --         | 2           | 0           | --                    | --                    | 1     | 0     | --       | --       | --       | --       | 26     | 3      |
| 2012-2013       | Oud-Heverlee Leuven           | Vlag van België | Eerste Klasse   | 29         | 8          | --         | --         | 3           | 0           | --                    | --                    | 1     | 0     | --       | --       | --       | --       | 33     | 8      |
| 2013-2014       | Oud-Heverlee Leuven           | Vlag van België | Eerste Klasse   | 27         | 2          | --         | --         | --          | --          | 3                     | 0                     | 1     | 0     | --       | --       | --       | --       | 31     | 2      |
| 2014-2015       | Royal Charleroi Sporting Club | Vlag van België | Eerste Klasse   | 17         | 1          | 6          | 1          | --          | --          | --                    | --                    | 1     | 0     | --       | --       | --       | --       | 24     | 2      |
| 2015-2016       | Royal Charleroi Sporting Club | Vlag van België | Eerste Klasse   | 13         | 0          | --         | --         | 0           | 0           | --                    | --                    | 1     | 0     | --       | --       | 2        | 0        | 16     | 0      |
| Carrière totaal | Carrière totaal               | Carrière totaal | Carrière totaal | 334        | 44         | 17         | 2          | 5           | 0           | 4                     | 0                     | 24    | 4     | 2        | 0        | 39       | 2        | 425    | 52     |

## Trainerscarrière
Na zijn spelerscarrière werd Geraerts in 2017 technisch coördinator bij KV Oostende.
In 2019 werd hij assistent-trainer bij Union Sint-Gillis. Met die club promoveerde hij in 2021 naar de eerste voetbalklasse in België. Na het vertrek van hoofdtrainer Felice Mazzù medio 2022 nam Geraerts die functie over. 2022/23 werd een goed seizoen met een tweede plaats in de eindstand van de eerste klasse.
Door contractperikelen vertrok Geraerts in de zomer van 2023, waarna hij - in oktober - als hoofdtrainer aan de slag ging bij Schalke 04. "Die Königsblauen" uit Gelsenkirchen stonden op dat ogenblik (na 9 wedstrijden) op een degradatieplaats in de tweede Bundesliga (2. Bundesliga) met slechts 7 punten. Na een moeizaam seizoen wist Schalke 04 begin mei 2024 zich veilig te stellen van degradatie. Het daaropvolgende seizoen stapelden alweer de slechte resultaten zich op bij de financieel noodlijdende Duitse club. Na een vier op achttien en een pijnlijk 3-5 verlies tegen Darmstadt 98 na eerst 3-0 voor te staan, werd Geraerts ontslagen.

## Interlandcarrière
Toen Karel Geraerts bij Standard volledig ontbolsterde, kwam hij ook in de aandacht van bondscoach Aimé Antheunis. Op 17 augustus 2005 debuteerde hij bij de Rode Duivels. Hij mocht voor het eerst aantreden in een vriendschappelijke wedstrijd tegen Griekenland. België won de wedstrijd met 2-0.
Ook bondscoach René Vandereycken riep de Limburger regelmatig op. Geraerts verzamelde in totaal 20 A-caps, maar kon zich met de Rode Duivels niet plaatsen voor het WK in Duitsland en het EK in Oostenrijk en Zwitserland.

## Erelijst
| Landskampioen België | 1x | 2002/03    |
| Beker van België     | 1x | 2001/02    |
| Belgische Supercup   | 2x | 2002, 2003 |

Individueel
- Trofee Raymond Goethals (2022)[8]